# Ethelda Bleibtrey
Ethelda Bleibtrey (Waterford, New York, 1902. február 27. – West Palm Beach, Florida, 1978. május 6.) háromszoros olimpiai bajnok amerikai úszó.

## Pályafutása
Egy betegségből lábadozva kezdett úszni.
Pályafutása alatt egyetlen alkalommal szerepelt az Olimpián. 1920-ban, az antwerpeni játékokon vett részt, ahol a három gyorsúszó szám mindegyikében indult. Százon 1:13,6-os, háromszázon pedig 4:34-es új világrekorddal lett aranyérmes. Hazája váltójával győzött négyszer százon is, három címével pedig ő lett az első háromszoros olimpiai bajnok a női sportoló.
A száz döntőjében úszott időeredménye közel három évig maradt világcsúcs.

## Érdekesség
1919-ben meztelenül úszásért letartóztatták. Ethelda egy olyan medencében vette le a harisnyáját, ahol akkoriban tilos volt a nőknek csupasz alsó végtagokkal mutatkozni.